# Francescani spirituali

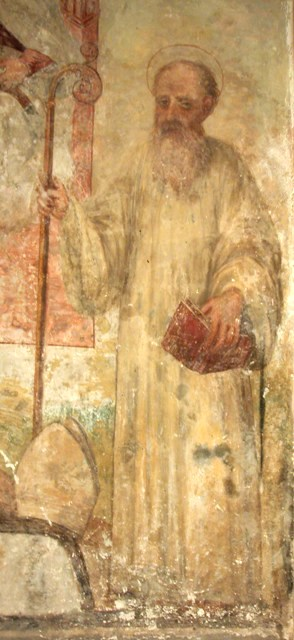
Il monaco Gioacchino da Fiore, che nei suoi scritti preconizzava l'avvento di un nuovo ordo di monaci spirituali che avrebbero contribuito a rinnovare la Chiesa e il mondo. Fu proprio ispirandosi a queste profezie che i rigoristi francescani scelsero per sé il nome di "spirituali".

Con l'espressione Francescanesimo spirituale si possono intendere due fenomeni, distinti ma collegati tra loro, della storia dei primi due secoli del movimento francescano.
- In senso lato, si parla di Francescanesimo spirituale in riferimento ad una corrente ampia e diversificata, già individuabile persino negli anni in cui Francesco d'Assisi era in vita.  Alcuni frati, infatti, aspiravano ad una povertà assoluta e senza compromessi, e dopo la morte di Francesco chiesero di vivere secondo un'interpretazione letterale della Regola sine glossa (cioè senza interpretazioni ufficiali che ne sminuissero la portata), e secondo il Testamento dello stesso Francesco, al quale il resto dell'Ordine non riconosceva autorità normativa.
- In senso più specifico, invece, parlando di Spirituali si indica un movimento ben preciso che sorse a metà degli anni settanta del XIII secolo e durò una cinquantina d'anni, in due contesti locali ben individuabili (e molto diversi tra loro): le città di lingua occitana dell'attuale Francia meridionale, che furono teatro della predicazione del frate Pietro di Giovanni Olivi, e gli eremi dispersi tra le montagne dell'Italia centrale, i cui frati avevano i loro punti di riferimento in Angelo Clareno e Pietro da Macerata, detto fra' Liberato.  Questi gruppi di frati (e nel caso della Francia anche di beghine, beghini e altri sostenitori laici, tra i quali spiccava Arnaldo da Villanova) sicuramente appartenevano alla più vasta corrente descritta precedentemente, ma avevano anche alcuni tratti comuni ben identificabili: una forte attesa apocalittica dell'arrivo dell'Anticristo e del rinnovamento della Chiesa, la critica più o meno esplicita contro le autorità della Chiesa (particolarmente contro papa Bonifacio VIII) e dell'Ordine (soprattutto il ministro generale Giovanni da Morrovalle) e, spesso, il tentativo di imporre al francescanesimo uno stile di vita più tipicamente eremitico.

## Dissidenza francescana prima degli Spirituali

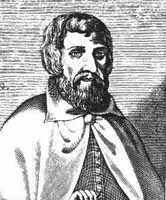
Il beghino Arnaldo da Villanova: pur non essendo un frate, tuttavia mantenne relazioni molto strette con gli Spirituali tra XIII e XIV secolo

Una corrente di sostenitori della povertà assoluta (frati che, infatti, erano spesso chiamati Zeloti, o Zelanti) era già viva alla morte di san Francesco.  Alcuni frati, infatti, in contrapposizione con l'ala meno rigorista dell'Ordine (che spesso veniva chiamata semplicemente la Comunità), volevano mantenersi strettamente fedeli all'esempio di san Francesco, vivendo in assoluta povertà (sia come singoli, sia come conventi, sia come Ordine) e rinunciando ad ogni privilegio, soprattutto alle dispense, spesso concesse dal Papa, all'osservanza letterale della Regola.
Verso la metà del XIII secolo, alcuni di questi francescani più rigoristi (rimasti tuttora anonimi) scoprirono una singolare coincidenza tra le loro aspirazioni e le attese apocalittiche di Gioacchino da Fiore, che preannunciava l'avvento di un'era in cui lo Spirito Santo avrebbe guidato l'umanità e rivelato il senso più profondo delle Scritture, al di là della loro interpretazione letterale. Secondo Gioacchino, nell'età dello Spirito sarebbe nata una Chiesa priva di gerarchia e guidata da "uomini spirituali": quei Francescani si riconobbero negli "uomini spirituali" attesi dall'abate di Fiore, e cominciarono anche a produrre o rielaborare opere dai toni profetizzanti che attribuirono, o in certa misura ricondussero, allo stesso Gioacchino (Commento al profeta Geremia, Liber de Flore, ecc.). Vale la pena di ricordare che la figura di Gioacchino da Fiore continuò ad alimentare per tutto il corso del medioevo e dell'età moderna aspettative di un imminente cambiamento nella sfera ecclesiologica e pertanto sociale che, in alcuni casi, sfociò in movimenti condannati quali eretici (vedi, ad esempio, Gerardo di Borgo San Donnino e lo scandalo dell'Evangelo eterno).
Il divieto emesso dal II Concilio di Lione (1274) di dare vita a nuove congregazioni religiose rispetto a quelle già autorizzate dal Lateranense IV colpì movimenti ancora fluidi e in attesa di approvazione ecclesiastica, variamente legati ad aspirazioni di vita povera e radicalmente evangelica: fra gli altri, i Saccati in Occitania, gli Apostoli in Italia centro-settentrionale, nonché settori rigoristi dei Francescani, primi nuclei della dissidenza degli Spirituali e dei Fraticelli consolidatisi nei decenni successivi.  Il loro rifiuto di allinearsi alle disposizioni conciliari (rientrando o rimanendo sotto la disciplina di un Ordine già esistente) fece sì che nei loro confronti si attuassero procedure repressive, culminate nel carcere a vita e poi nel rogo per Gherardo Segarelli e in una carcerazione ultradecennale per gli esponenti più in vista dei rigoristi francescani.

## Nascita del movimento degli Spirituali

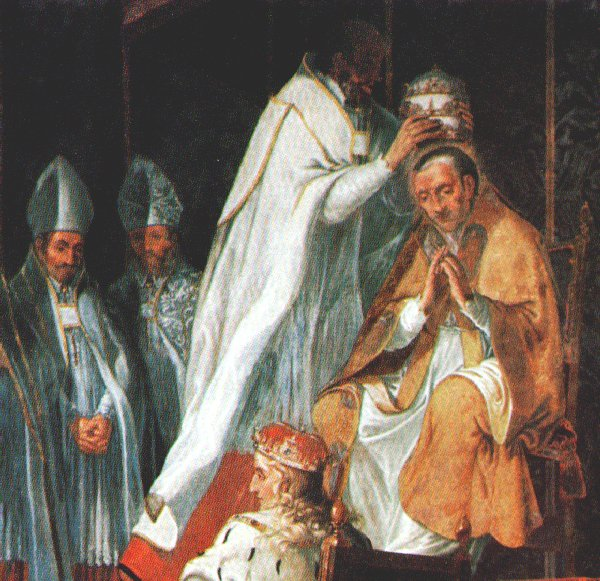
L'incoronazione di papa Celestino V in un quadro di autore anonimo del XVI secolo. Celestino fu il papa che maggiormente favorì gli Spirituali concedendo addirittura, a quelli che lo desideravano, di separarsi dal resto dell'Ordine francescano e di formare una congregazione a sé.

La questione degli Spirituali comincia a delinearsi esplicitamente nel Capitolo generale del 1282 (convocato a Strasburgo).  Il Capitolo affida a sette maestri dell'Università di Parigi (tra i quali i futuri ministri generali Arlotto da Prato e Giovanni Minio da Morrovalle) l'esame delle opinioni di Pietro di Giovanni Olivi.  Questo esame sfocerà nella condanna di trentaquattro proposizioni dell'Olivi in materia di "uso povero dei beni materiali" (usus pauper): un memoriale con l'elenco di queste proposizioni è mandato a tutti i conventi di Provenza, e in un documento (Littera septem sigillorum) vengono enunciate ventidue affermazioni che Olivi deve sottoscrivere in segno di ritrattazione.  Olivi inizialmente accetta di sottomettersi, anche se in seguito affermerà di essere stato costretto senza che gli fosse data la possibilità di sostenere le proprie ragioni.  Il successivo capitolo di Milano (1285) proibirà a tutti i frati la lettura delle opere di Olivi.
Alla fine del XIII secolo e nei primi anni del XIV secolo, il movimento in cui i dissidenti francescani si organizzano comincia ad assumere vaste proporzioni.
Essi trovano una certa protezione soprattutto da parte di alcuni re e persino alcuni cardinali (ad esempio Napoleone Orsini), anche se normalmente continueranno ad essere osteggiati dalla maggior parte dei frati e da quasi tutti i papi dell'epoca.
Si verificò però una significativa eccezione: il papa Celestino V concesse ai seguaci di Angelo Clareno l'indipendenza dal resto dell'Ordine (indipendenza poi annullata dal successore Bonifacio VIII). Ma eccezione fu, in parte, anche papa Clemente V, che inizialmente studiò delle soluzioni per recepire le istanze degli Spirituali.
Il Capitolo elettivo di Anagni (maggio 1296) fu poco più che una finzione giuridica, per confermare la rinuncia forzata da parte del ministro generale Raimondo Gaufridi, un occitano che sicuramente nutriva una certa ammirazione per gli Spirituali legati ad Olivi, e la nomina di Giovani da Morrovalle, fermamente voluta da Bonifacio VIII.  Il problema degli Spirituali entrava così nel vivo.  Se Celestino V aveva concesso al gruppo di Liberato e Clareno la possibilità di uscire dall'Ordine, Bonifacio VIII, subito dopo la sua elezione, annullò la concessione del suo predecessore.

## Apice del movimento e sua successiva repressione: iFraticelli

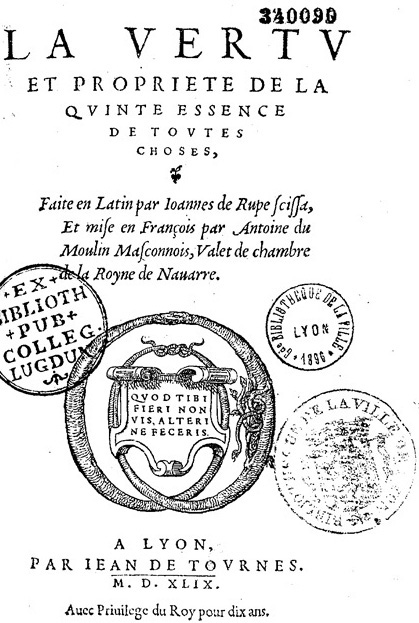
Il francescano Giovanni da Rupescissa trascorse gran parte della sua vita nelle carceri papali di Avignone e di fatto rappresenta uno degli ultimi esponenti del movimento "spirituale" prima del fiorire dell'Osservanza.

Poco dopo la sua elezione (1305), papa Clemente V istituì una commissione cardinalizia, che si riuniva nell'abbazia di Notre-Dame du Groseau, presso Malaucène, con l'incarico di esaminare la situazione dell'Ordine francescano e proporre soluzioni per le divisioni interne che ormai si stavano trasformando in aperti contrasti e sembravano preludere ad una spaccatura definitiva dell'Ordine.
Il nuovo ministro generale, Gonzalve de Balboa, in una circolare inviata alla fine del 1309, aveva ordinato che tutte le rendite e i beni immobili detenuti dai frati fossero espropriati.  Nell'aprile dello stesso anno papa Clemente V aveva pubblicato la lettera bollata Dudum ad apostolatus, che tra l'altro tutelava gli Spirituali.
Spinti dalla necessità di mostrare una vera intenzione di riforma a proposito della povertà, i membri del Capitolo di Padova (giugno 1310) presero decisioni molto forti: confermarono alcune riforme interne già avviate in passato, rendendole anzi ancora più severe, ordinarono che ai frati venissero espropriati tutti gli oggetti superflui o preziosi: vesti raffinate, libri, utensili, opere d'arte.
La preoccupazione principale di Clemente V, comunque, restava la tutela dell'unità dell'Ordine, e soprattutto dopo il Concilio di Vienne (1311-1312) egli mostrò di non volere accogliere le istanze degli Spirituali: Ubertino e Angelo Clareno, considerando ormai irreparabile la corruzione della maggior parte dell'Ordine, chiedevano che gli Spirituali potessero formare un Ordine a parte, ma anche il papa (come ovviamente i superiori francescani) rifiutava di dar seguito a questa richiesta.
Da questo momento gli Spirituali furono perseguitati apertamente dai loro superiori locali, e si ritrovarono sempre più ai margini dell'Ordine.  Gli Spirituali di Provenza scrissero una lettera al Capitolo generale di Napoli (maggio-giugno 1316) in cui esponevano la loro situazione, ma il presidente dell'assemblea (il provinciale della Terra di Lavoro) si rifiutò anche solo di leggere il loro appello.
Pochi mesi dopo il Capitolo del 1316 venne eletto papa Giovanni XXII, e sarebbe stato lui a “chiudere” d'autorità la questione: il papa incaricò della repressione degli Spirituali l'inquisitore Bernardo Gui. Con le lettere bollate Quorundam exigit, Sancta Romana e Gloriosam Ecclesiam, tra il 1317 ed il 1318 gli Spirituali vennero definitivamente sospinti nell'area dell'eresia e da quel momento spesso furono condannati al rogo.
Tra gli Spirituali legati all'area occitana e nord-italiana vanno almeno ricordati alcuni frati come Ubertino da Casale, Guido da Mirepoix, Bartolomeo Sicardi ed anche Giovanni da Rupescissa, che può essere considerato un epigono del movimento.  Anche i cosiddetti Fratelli della Vita Povera di Angelo Clareno si possono ricondurre al movimento spirituale, e con gli Spirituali occitani i Fratelli di Clareno condivisero molte persecuzioni.
Alcune frange spirituali continuarono a sopravvivere, soprattutto in Toscana e Italia meridionale, dove ricevevano il nome di Fraticelli.

## Michelisti o "Fraticellide opinione"
Talvolta vengono erroneamente equiparati agli Spirituali anche i Michelisti, rimasti fedeli al ministro generale Michele da Cesena dopo la sua fuga da Avignone e la conseguente deposizione; si trattava tuttavia di due correnti radicalmente differenti: i Michelisti, infatti, difendevano l'assoluta povertà di Cristo e degli Apostoli (come peraltro aveva fatto tutto l'Ordine francescano - Spirituali e Comunità - fino alla condanna di questa tesi da parte di Giovanni XXII, nel 1323, con la lettera bollata Cum inter nonnullos), ma non brillavano per una particolare condotta di povertà personale e non ebbero mai rapporti particolarmente stretti con Ubertino da Casale o Angelo Clareno.

## L'Osservanza
Anche il movimento dell'Osservanza va distinto da quello degli Spirituali: sorti verso la metà del XIV secolo, gli Osservanti rimasero sempre fedeli al Papato e non assunsero quei toni polemici e apocalittici che spesso avevano caratterizzato i loro confratelli rigoristi del secolo precedente; gli Osservanti sopportarono pazientemente le ostilità del resto dell'Ordine (i Conventuali) sino al 1517, quando ottennero un importante riconoscimento da papa Leone X. Alla fine del XIX secolo i diversi rami dell'Osservanza confluirono nell'Ordine dei Frati Minori.